# Saddlemates
Saddlemates è un film del 1941 diretto da Lester Orlebeck.
È un film western statunitense con Robert Livingston, Bob Steele e Rufe Davis. Fa parte della serie di 51 film western dei Three Mesquiteers, basati sui racconti di William Colt MacDonald e realizzati tra il 1936 e il 1943.

## Produzione
Il film, diretto da Lester Orlebeck su una sceneggiatura di Albert DeMond e Herbert Dalmas con il soggetto di Bernard McConville e Karen DeWolf  (basato sui personaggi creati da William Colt MacDonald), fu prodotto da Louis Gray per la Republic Pictures e girato nell'Iverson Ranch a Chatsworth in California nell'aprile del 1941. Il titolo di lavorazione fu Old Spanish Trail. Il brano della colonna sonora Just Imagine That fu composto da Smiley Burnette (parole e musica).

## Distribuzione
Il film fu distribuito negli Stati Uniti dal 16 maggio 1941 al cinema dalla Republic Pictures. È stato distribuito anche in Brasile con il titolo O Traidor da Tribo.

## Promozione
Le tagline sono:
- "SAVAGE REDSKINS ON THE WARPATH!".
- "NEW ADVENTURES FOR YOUR SIX-GUN FAVORITES AS THEY RIDE TO AVERT THE MASSACRE OF INNOCENT PEOPLE!".
- "Six-gun action Aces! Fighting the dangers of enemy guns as they ride into their newest range adventure".